# Marko Emilije Lepid (otac)
Marko Emilije Lepid (lat Marcus Aemilius Lepidus, 120. pr. Kr. - 77. pr. Kr.) bio je rimski političar iz doba kasne Republike.
Za doba građanskog rata se priklonio optimatima i Suli te tako stekao bogatstvo i utjecaj. Nakon što je Sula podnio ostavku na mjesto diktatora, Lepid je uz podršku Pompeja izabran za konzula. Na tom se mjestu počeo okretati prema popularima, predloživši niz mjera s ciljem ukidanja Suline upravne i ustavne reforme. Tako je predložio da se nekadašnjim pobunjenim talijanskim saveznicima vrati konfiscirana zemlja. Te su mjere izazvale duboko nezadovoljstvo optimatskog Senata, ali i njegovog kolege Kvinta Lutacija Katula. Neprijateljstvo dvojice konzula je eskaliralo do te mjere da su obojica morala dati zakletvu kako neće ratovati jedan protiv drugog.
Senat je privremeno otklonio napetosti tako što je Lepida poslao da kao konzul upravlja Narbonskom Galijom. Prije odlaska je predložio da se prognani populari vrate u Rim, što je dodatno uznemirilo Senat. Procijenivši kako u Narbonskoj Galiji planira novi pohod na Rim, Senat ga je opozvao. Lepid se vratio u Rim, ali s vojskom. Međutim, tamo ga je spremno dočekao Katul sa senatskim snagama. Došlo je do bitke u kojoj je Lepid poražen. 
Nakon zavšetka bitke se sklonio na Sardiniju gdje je umro 77. godine pr. Kr.
Jedan od Lepidovih pristaša bio je Marko Junije Brut Stariji, otac Cezarovog ubojice. On je za vrijeme pobune zauzeo Mutinu, ali se predao nakon vijesti o Lepidovom porazu.
Sam Lepid je imao dvojicu sinova: Lucija Emilija Lepida Paula koji je postao konzul 50. pr. Kr. te Marka, poznatog kao člana Drugog trijumvirata.